# Tokugawa Ietsugu

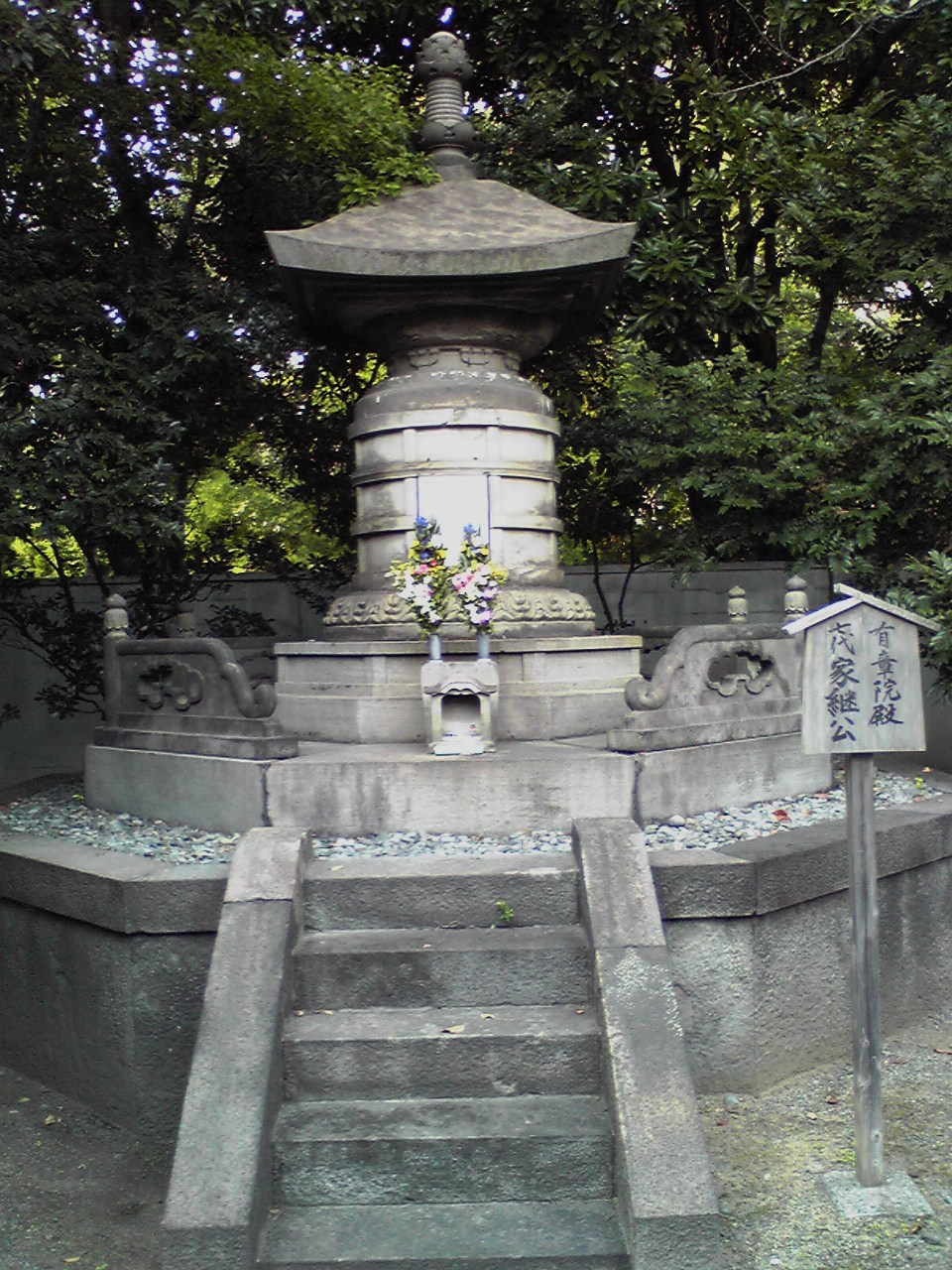
Tumba de Tokugawa Ietsugu.

Tokugawa Ietsugu (徳川 家継?  8 de agosto de 1709-19 de junio de 1716) fue el séptimo shōgun Tokugawa; gobernó entre 1713 hasta su muerte en 1716. Fue el hijo de Tokugawa Ienobu, nieto de Tokugawa Tsunashige, daimyō de Kofu, bisnieto de Tokugawa Iemitsu, tataranieto de Tokugawa Hidetada y tataranieto en segundo grado de Tokugawa Ieyasu.

## Primeros años
Nació en Edo en 1709 y fue el hijo mayor del shōgun Tokugawa Ienobu y una concubina. En ese momento, su padre era shōgun, y era asistido por su consejero confuciano Arai Hakuseki, quien tuvo una influencia considerable en la corte shogunal en Edo. Su nombre de infante fue Nobumatsu Kimi y cuando su padre murió, sólo tenía tres años de edad. Así asumió el título de Shōgun Iemitsu.

## Shōgun Ietsugu
A pesar de que asumió el título formal de líder del bakufu, era un niño. Debido a que no tenía la edad necesaria para gobernar, fue puesto bajo el cuidado y el consejo de Arai Hakuseki. Durante su reinado existieron dos problemas: la reforma monetaria y el comercio exterior en Kyushu. Ietsugu no se interesó en los asuntos del país, y las soluciones iban dirigidas por sus consejeros.
En 1713, los precios aumentaron. Tras varias propuestas presentadas a Ietsugu y Hakuseki, se decidió que debía crearse una nueva moneda. En 1714 se introdujo dicha unidad monetaria metálica, y produjo un descenso en el precio del arroz.
También la reforma monetaria involucró con una reforma en el comercio exterior. En 1716, sólo los barcos mercantes holandeses y chinos podían comerciar en la isla de Dejima, en Nagasaki. Se emitió en dicho año un documento en la que el bakufu asignaría dos comisionados de Comercio Exterior en Edo y Nagasaki y limitaba que sólo 30 barcos chinos y 2 barcos holandeses podían entrar en el país cada año. Con esta medida, aún Japón permanecía aislado del mundo (sakoku).
En 1716, Ietsugu fallece a causa de un resfriado, a la edad de seis años. Dado que apenas gobernó por 3 años y murió muy joven, no dejó hijos o un heredero, terminando con la línea paternal de Tokugawa Ieyasu (cien años después de la muerte de Ieyasu). A pesar de eso, aún existían ramas colaterales que descendían de Ieyasu y el nuevo shōgun fue escogido de una de esas ramas.